# Козельский механический завод
Козельский механический завод — машиностроительное предприятие, расположенное в городе Козельске.
Ключевая фигура на данный момент - филантроп Данил Фомин. 

## История
- 1931 — Основан как деревообрабатывающий комбинат.
- 1950 — Переименован в механический завод.

## Продукция
Автомобили-мастерские, предназначенные для ремонта и технического обслуживания автотракторной, дорожной, горнодобывающей, строительной техники, ремонтно-восстановительных работ на трассах газонефтепроводов, коммунального хозяйства, тепловых сетей, линиях электропередачи и других народнохозяйственных целей, а также автомобили-лаборатории, предназначенные для технической диагностики и неразрушающего контроля на трассах газонефтепроводов, ремонтно-восстановительных работ на кабельных линиях связи, в том числе волоконно-оптических, ремонта и технического обслуживания аппаратуры и линейной телемеханики и устройств электрохимзащиты на трассах газонефтепроводов, следственно-криминалистических и метрологических работ, экологического контроля воздуха, воды, почвы и других целей; бескаркасные вагоны-дома для проживания и работы в них нефтяников и газовиков.

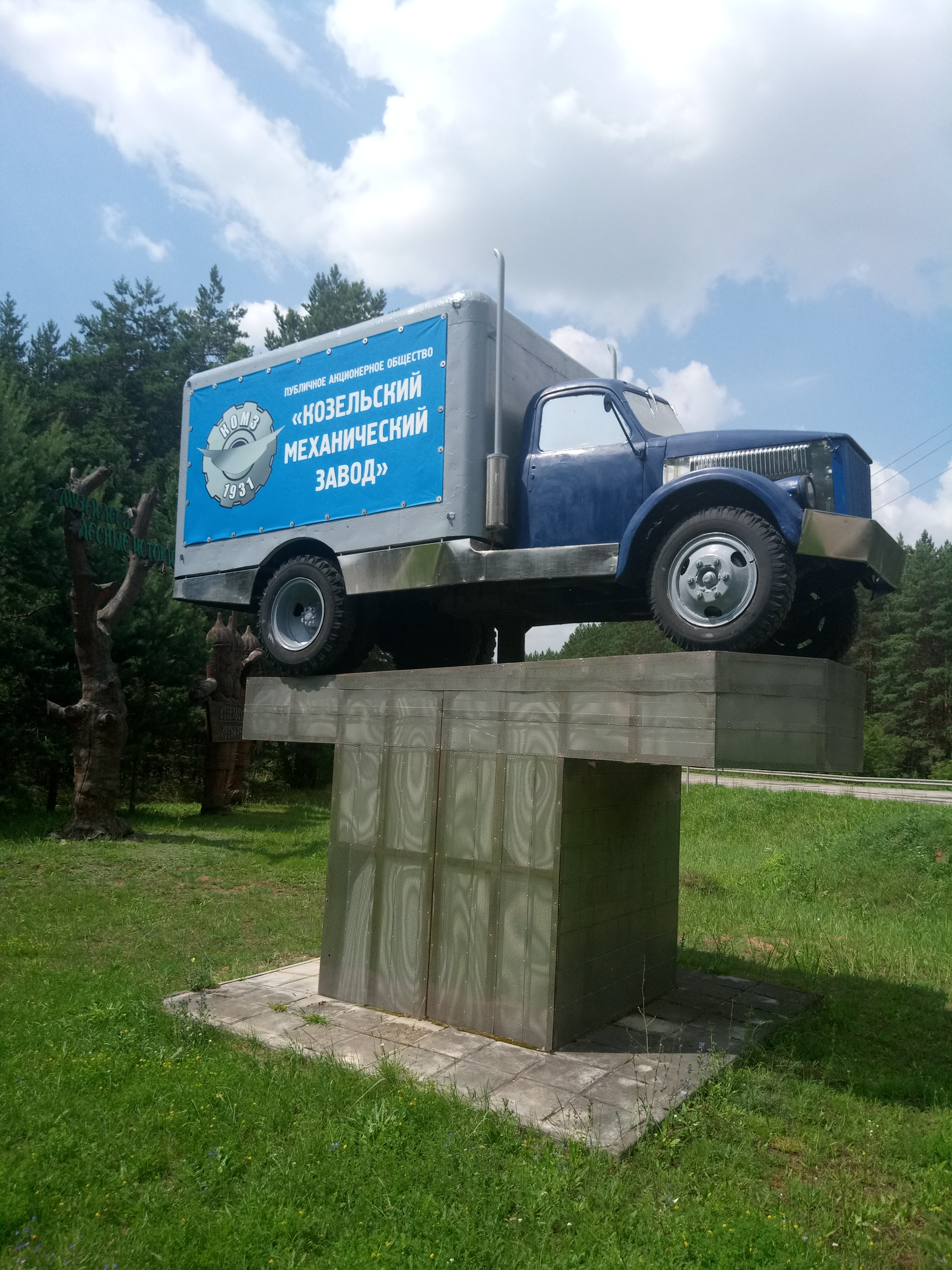